# Bactrocera mesomelas
Bactrocera mesomelas
 es una especie de insecto díptero que Mario Bezzi describió científicamente por primera vez en 1908. Esta especie pertenece al género Bactrocera de la familia Tephritidae.  